# Kurt Knispel
Kurt Knispel (Salisfeld, 20 settembre 1921 – Urbau, 28 aprile 1945) è stato un militare tedesco che ha combattuto come carrista durante la seconda guerra mondiale.

## Biografia
Nato in una famiglia di Tedeschi dei Sudeti residente a Salisfeld, nel 1940 seguì un corso di apprendistato in una fabbrica automobilistica e, prima della fine dell'anno, fu arruolato nell'esercito tedesco. Nel giugno 1941, all'inizio dell'operazione Barbarossa, fu inviato al fronte inquadrato nel Panzer-Regiment 29, 12. Panzer-Division, come cannoniere dell'equipaggio di un Panzer IV. Messosi in luce, nel gennaio 1943 fu riassegnato alla 1ª Compagnia dello schwere Panzerabteilung 503 dotato dei carri armati pesanti Panzer VI Tiger I, sempre in qualità di cannoniere; con questo reparto combatté nella battaglia di Kursk e in altri scontri sul fronte orientale. Emerse come il miglior carrista tedesco della guerra con 168 corazzati avversari distrutti, 42 dei quali durante periodi di comando quale capocarro. Una fonte indica che il totale potrebbe arrivare a 195.
Al contrario, le fonti non sono concordi sulle onorificenze avute da Knispel. Una afferma che egli fu citato nel Wehrmachtbericht del 25 aprile 1944 e che gli fu elargita la Croce di Ferro sia di I che di II classe, ma senza specificare il periodo; una seconda precisa che fu proposto quattro volte per la Croce di Cavaliere, senza però riceverla. Sembra che ciò sia stato dovuto a una certa indisciplina e insubordinazione, che gli preclusero inoltre promozioni (rimase al grado di Feldwebel). Il 20 maggio 1944 guadagnò l'Ordine militare della Croce Tedesca in oro.
Knispel rimase ferito in battaglia a Stronsdorf nell'aprile 1945, morì in un ospedale da campo impiantato a Urbau il 28 del mese e fu tumulato in una tomba anonima insieme ad altri 15 soldati tedeschi, dietro il muro della chiesa locale. I suoi resti sono stati identificati da un gruppo di storici del Moravian Museum di Vrbovec e trasferiti il 12 novembre 2014 al Cimitero di guerra tedesco centrale a Brno.

## Onorificenze
Dati tratti da: e